# Fußball-Club St. Pauli von 1910 1992-1993
Questa voce raccoglie le informazioni riguardanti il Fußball-Club St. Pauli von 1910 nelle competizioni ufficiali della stagione 1992-1993.

## Stagione
Nella stagione 1992-1993 il St. Pauli, allenato da Michael Lorkowski e Seppo Eichkorn, concluse il campionato di 2. Bundesliga al 17º posto. In Coppa di Germania il St. Pauli fu eliminato al secondo turno dal Norimberga.

## Rosa
| N. |                       | Ruolo | Calciatore           |
| -- | --------------------- | ----- | -------------------- |
| 1  | Germania (bandiera)   | P     | Klaus Thomforde      |
| 3  | Germania (bandiera)   | C     | Jürgen Gronau        |
| 4  | Germania (bandiera)   | D     | Dieter Schlindwein   |
| 5  | Germania (bandiera)   | C     | Dirk Dammann         |
| 6  | Germania (bandiera)   | D     | Torsten Fröhling     |
| 16 | Brasile (bandiera)    | A     | Leonardo Manzi       |
| 20 | Germania (bandiera)   | A     | Martin Driller       |
|    | Slovacchia (bandiera) | D     | Ján Kocian           |
|    | Germania (bandiera)   | D     | Robert Nikolic       |
|    | Germania (bandiera)   | D     | Bernhard Olck        |
|    | Germania (bandiera)   | D     | Joachim Philipkowski |
|    | Germania (bandiera)   | D     | Jörn Schwinkendorf   |
|    | Germania (bandiera)   | C     | Rachid Belarbi       |

| N. |                      | Ruolo | Calciatore       |
| -- | -------------------- | ----- | ---------------- |
|    | Italia (bandiera)    | C     | Martino Gatti    |
|    | Germania (bandiera)  | C     | Thomas Goch      |
|    | Germania (bandiera)  | C     | Bernd Hollerbach |
|    | Germania (bandiera)  | C     | Peter Knäbel     |
|    | Germania (bandiera)  | C     | Klaus Ottens     |
|    | Germania (bandiera)  | C     | Ralf Sievers     |
|    | Germania (bandiera)  | C     | Karsten Surmann  |
|    | Germania (bandiera)  | C     | Frank Wolf       |
|    | Germania (bandiera)  | A     | Markus Aerdken   |
|    | Germania (bandiera)  | A     | Michael Fischer  |
|    | Finlandia (bandiera) | A     | Ari Hjelm        |
|    | Finlandia (bandiera) | A     | Petri Järvinen   |
|    | Germania (bandiera)  | A     | Andreas Jeschke  |

## Organigramma societario
Area tecnica
- Allenatore: Seppo Eichkorn
- Allenatore in seconda:
- Preparatore dei portieri:
- Preparatori atletici: Ronald Wollmann

## Calciomercato

### Sessione estiva
| Acquisti | Acquisti             | Acquisti              | Acquisti |
| R.       | Nome                 | da                    | Modalità |
| -------- | -------------------- | --------------------- | -------- |
| A        | Petri Järvinen       | Kuusysi               |          |
| A        | Markus Aerdken       | ASC Schöppingen       |          |
| A        | Michael Fischer      | FC Elmshorn           |          |
| A        | Ari Hjelm            | Ilves                 |          |
| A        | Andreas Jeschke      | Eintracht Norderstedt |          |
| D        | Joachim Philipkowski | Norimberga            |          |
| C        | Karsten Surmann      | Hannover 96           |          |

| Cessioni | Cessioni       | Cessioni | Cessioni |
| R.       | Nome           | a        | Modalità |
| -------- | -------------- | -------- | -------- |
| C        | Gustavo Acosta | Lleida   |          |
| A        | Michael Klauß  | Bochum   |          |
| A        | Markus Sailer  | Duisburg |          |

### Sessione invernale
| Acquisti | Acquisti | Acquisti | Acquisti |
| R.       | Nome     | da       | Modalità |
| -------- | -------- | -------- | -------- |

| Cessioni | Cessioni | Cessioni | Cessioni |
| R.       | Nome     | a        | Modalità |
| -------- | -------- | -------- | -------- |

## Risultati

### 2. Bundesliga

#### Girone di andata
| Arbitro: | Amerell |

|                        |           |                      |
| Zernicke 37’ Gries 40’ | Marcatori | 45’ Manzi 86’ Knäbel |

| Arbitro: | Krug |

|                            |           |          |
| Knäbel 55’, 90’ Kocian 70’ | Marcatori | 47’ Weiß |

| Arbitro: | Albrecht |

|  |           |                        |
|  | Marcatori | 22’ Aerdken 89’ Ottens |

| Amburgo 21 luglio 1992, ore 20:00 CEST 4ª giornata | St. Pauli | 0 – 0 referto | VfB Lipsia | Millerntor-Stadion (20 350 spett.)\| Arbitro: \| Weber \| |
| Arbitro:                                           | Weber     |               |            |                                                           |

| Arbitro: | Führer |

|                                   |           |  |
| Hartwig 20’ Klein 37’ Tönnies 56’ | Marcatori |  |

| Arbitro: | Theobald |

|             |           |  |
| Aerdken 29’ | Marcatori |  |

| Arbitro: | Best |

|            |           |                   |
| Bergen 27’ | Marcatori | 37’ Schwinkendorf |

| Arbitro: | Schäfer |

|  |           |                   |
|  | Marcatori | 60’ Dowe 89’ März |

| Arbitro: | Schmidt |

|                         |           |  |
| Breitzke 22’ Winter 43’ | Marcatori |  |

| Arbitro: | Haupt |

|                                   |           |  |
| Driller 29’ Aerdken 89’ Gatti 90’ | Marcatori |  |

| Arbitro: | Weise |

|                         |           |  |
| Drulák 63’ Gerstner 81’ | Marcatori |  |

| Arbitro: | Willems |

|                               |           |                     |
| Schwinkendorf 33’ Driller 41’ | Marcatori | 23’ Imhof 38’ Shala |

| Arbitro: | Wagner |

|                         |           |           |
| Fincke 30’ Seeliger 39’ | Marcatori | 90’ Manzi |

| Amburgo 6 settembre 1992, ore 15:00 CEST 14ª giornata | St. Pauli | 0 – 0 referto | Wolfsburg | Millerntor-Stadion (11 400 spett.)\| Arbitro: \| Fleske \| |
| Arbitro:                                              | Fleske    |               |           |                                                            |

| Arbitro: | Gläser |

|                                     |           |           |
| Boer 39’ Zweigler 82’ Neuhäuser 83’ | Marcatori | 44’ Manzi |

| Arbitro: | Kemmling |

|                                            |           |             |
| Ottens 52’ Manzi 73’ Aerdken 80’ Gatti 89’ | Marcatori | 39’ Pröpper |

| Arbitro: | Strigel |

|               |           |  |
| Akpoborie 74’ | Marcatori |  |

| Amburgo 18 ottobre 1992, ore 15:00 CET 18ª giornata | St. Pauli | 0 – 0 referto | Waldhof Mannheim | Millerntor-Stadion (12 645 spett.)\| Arbitro: \| Jansen \| |
| Arbitro:                                            | Jansen    |               |                  |                                                            |

| Arbitro: | Domurat |

|                        |           |                        |
| Jaworek 11’ Kasalo 57’ | Marcatori | 79’ Aerdken 83’ Knäbel |

| Arbitro: | Wippermann |

|  |           |            |
|  | Marcatori | 84’ Preetz |

| Arbitro: | Lange |

|                          |           |  |
| Thoben 61’ Rauffmann 89’ | Marcatori |  |

| Amburgo 21 novembre 1992, ore 15:30 CET 22ª giornata | St. Pauli | 0 – 0 referto | Homburg | Millerntor-Stadion (10 394 spett.)\| Arbitro: \| Strampe \| |
| Arbitro:                                             | Strampe   |               |         |                                                             |

| Arbitro: | Brandauer |

|            |           |            |
| Biçici 10’ | Marcatori | 67’ Knäbel |

#### Girone di ritorno
| Arbitro: | Buchhart |

|           |           |           |
| Manzi 48’ | Marcatori | 36’ Gries |

| Arbitro: | Funken |

|           |           |           |
| Simon 18’ | Marcatori | 48’ Hjelm |

| Arbitro: | Müller |

|           |           |                  |
| Manzi 57’ | Marcatori | 9’ Geilenkirchen |

| Lipsia 13 febbraio 1993, ore 15:30 CET 27ª giornata | VfB Lipsia | 0 – 0 referto | St. Pauli | Zentralstadion (3 200 spett.)\| Arbitro: \| Krug \| |
| Arbitro:                                            | Krug       |               |           |                                                     |

| Arbitro: | Mölm |

|                      |           |  |
| Ottens 35’ Manzi 58’ | Marcatori |  |

| Arbitro: | Habermann |

|                        |           |                                 |
| Winkler 27’ Deffke 64’ | Marcatori | 55’ (aut.) Schneider 88’ Ottens |

| Arbitro: | Werthmann |

|                                                 |           |               |
| Dammann 11’ Santl 17’ (aut.) Zwingel 45’ (aut.) | Marcatori | 29’ Lemberger |

| Arbitro: | Prengel |

|                     |           |  |
| März 35’ Bodden 69’ | Marcatori |  |

| Arbitro: | Stenzel |

|                     |           |              |
| Manzi 61’ Hjelm 81’ | Marcatori | 75’ Breitzke |

| Arbitro: | Boos |

|                     |           |                   |
| Wijas 4’ Meinke 63’ | Marcatori | 30’, 63’ Järvinen |

| Arbitro: | Leimert |

|           |           |  |
| Hjelm 44’ | Marcatori |  |

| Arbitro: | Theobald |

|                                     |           |  |
| Shala 3’, 61’ Vollmer 23’ Bobic 41’ | Marcatori |  |

| Arbitro: | Hauer |

|  |           |           |
|  | Marcatori | 26’ Zeyer |

| Arbitro: | Haupt |

|                |           |                           |
| Reich 47’, 51’ | Marcatori | 56’ Gatti 90’ Schlindwein |

| Arbitro: | Wagner |

|  |           |              |
|  | Marcatori | 87’ Wienhold |

| Arbitro: | Buchhart |

|           |           |             |
| Flock 77’ | Marcatori | 72’ Driller |

| Arbitro: | Frey |

|          |           |  |
| Hjelm 3’ | Marcatori |  |

| Arbitro: | Schmidhuber |

|             |           |           |
| Freiler 57’ | Marcatori | 79’ Gatti |

| Arbitro: | Dardenne |

|  |           |                      |
|  | Marcatori | 45’ Kasalo 77’ Hayer |

| Arbitro: | Weise |

|            |           |  |
| Preetz 16’ | Marcatori |  |

| Arbitro: | Brandt-Chollé |

|                            |           |  |
| Manzi 51’ Driller 55’, 58’ | Marcatori |  |

| Homburg 30 maggio 1993, ore 15:00 CEST 45ª giornata | Homburg    | 0 – 0 referto | St. Pauli | Waldstadion (2 800 spett.)\| Arbitro: \| Wippermann \| |
| Arbitro:                                            | Wippermann |               |           |                                                        |

| Arbitro: | Boos |

|           |           |  |
| Manzi 72’ | Marcatori |  |

### Coppa di Germania
| Arbitro: | Habermann |

|                      |           |                                     |
| Ottens 9’ Gronau 53’ | Marcatori | 11’ Rösler 42’ Eckstein 93’ Zietsch |

## Statistiche

### Statistiche di squadra
| Competizione      | Punti | In casa | In casa | In casa | In casa | In casa | In casa | In trasferta | In trasferta | In trasferta | In trasferta | In trasferta | In trasferta | Totale | Totale | Totale | Totale | Totale | Totale | DR |
| Competizione      | Punti | G       | V       | N       | P       | Gf      | Gs      | G            | V            | N            | P            | Gf           | Gs           | G      | V      | N      | P      | Gf     | Gs     | DR |
| ----------------- | ----- | ------- | ------- | ------- | ------- | ------- | ------- | ------------ | ------------ | ------------ | ------------ | ------------ | ------------ | ------ | ------ | ------ | ------ | ------ | ------ | -- |
| 2. Bundesliga     | 43    | 23      | 11      | 7       | 5       | 28      | 15      | 23           | 1            | 12           | 10           | 19           | 37           | 46     | 12     | 19     | 15     | 47     | 52     | -5 |
| Coppa di Germania | -     | 1       | 0       | 0       | 1       | 2       | 3       | 0            | 0            | 0            | 0            | 0            | 0            | 1      | 0      | 0      | 1      | 2      | 3      | -1 |
| Totale            | 43    | 24      | 11      | 7       | 6       | 30      | 18      | 23           | 1            | 12           | 10           | 19           | 37           | 47     | 12     | 19     | 16     | 49     | 55     | -6 |

### Andamento in campionato
| Giornata  | 1 | 2 | 3 | 4 | 5 | 6 | 7 | 8  | 9  | 10 | 11 | 12 | 13 | 14 | 15 | 16 | 17 | 18 | 19 | 20 | 21 | 22 | 23 | 24 | 25 | 26 | 27 | 28 | 29 | 30 | 31 | 32 | 33 | 34 | 35 | 36 | 37 | 38 | 39 | 40 | 41 | 42 | 43 | 44 | 45 | 46 |
| --------- | - | - | - | - | - | - | - | -- | -- | -- | -- | -- | -- | -- | -- | -- | -- | -- | -- | -- | -- | -- | -- | -- | -- | -- | -- | -- | -- | -- | -- | -- | -- | -- | -- | -- | -- | -- | -- | -- | -- | -- | -- | -- | -- | -- |
| Luogo     | T | C | T | C | T | C | T | C  | T  | C  | T  | C  | T  | C  | T  | C  | T  | C  | T  | C  | T  | C  | T  | C  | T  | C  | T  | C  | T  | C  | T  | C  | T  | C  | T  | C  | T  | C  | T  | C  | T  | C  | T  | C  | T  | C  |
| Risultato | N | V | V | N | P | V | N | P  | P  | V  | P  | N  | P  | N  | P  | V  | P  | N  | N  | P  | P  | N  | N  | N  | N  | N  | N  | V  | N  | V  | P  | V  | N  | V  | P  | P  | N  | P  | N  | V  | N  | P  | P  | V  | N  | V  |
| Posizione | 8 | 4 | 2 | 5 | 9 | 6 | 6 | 11 | 12 | 9  | 13 | 12 | 16 | 16 | 18 | 15 | 17 | 15 | 16 | 16 | 17 | 18 | 18 | 18 | 19 | 18 | 18 | 17 | 17 | 14 | 16 | 15 | 15 | 13 | 14 | 16 | 16 | 17 | 18 | 17 | 16 | 19 | 19 | 17 | 17 | 17 |

Legenda:

Luogo: C = Casa; T = Trasferta. Risultato: V = Vittoria; N = Pareggio; P = Sconfitta.

### Statistiche dei giocatori
| Giocatore        | 2. Bundesliga | 2. Bundesliga | 2. Bundesliga | 2. Bundesliga | Coppa di Germania | Coppa di Germania | Coppa di Germania | Coppa di Germania | Totale   | Totale | Totale      | Totale     |
| Giocatore        | Presenze      | Reti          | Ammonizioni   | Espulsioni    | Presenze          | Reti              | Ammonizioni       | Espulsioni        | Presenze | Reti   | Ammonizioni | Espulsioni |
| ---------------- | ------------- | ------------- | ------------- | ------------- | ----------------- | ----------------- | ----------------- | ----------------- | -------- | ------ | ----------- | ---------- |
| M. Aerdken       | 28            | 5             | 0             | 0             | 0                 | 0                 | 0                 | 0                 | 28       | 5      | 0           | 0          |
| R. Belarbi       | 4             | 0             | 0             | 0             | 0                 | 0                 | 0                 | 0                 | 4        | 0      | 0           | 0          |
| D. Dammann       | 35            | 1             | 1             | 0             | 0                 | 0                 | 0                 | 0                 | 35       | 1      | 1           | 0          |
| M. Driller       | 19            | 5             | 3             | 0             | 0                 | 0                 | 0                 | 0                 | 19       | 5      | 3           | 0          |
| M. Fischer       | 3             | 0             | 0             | 0             | 0                 | 0                 | 0                 | 0                 | 3        | 0      | 0           | 0          |
| T. Fröhling      | 14            | 0             | 5             | 1             | 0                 | 0                 | 0                 | 0                 | 14       | 0      | 5           | 1          |
| M. Gatti         | 27            | 4             | 8             | 0             | 1                 | 0                 | 0                 | 0                 | 28       | 4      | 8           | 0          |
| T. Goch          | 10            | 0             | 4             | 0             | 0                 | 0                 | 0                 | 0                 | 10       | 0      | 4           | 0          |
| J. Gronau        | 39            | 0             | 4             | 0             | 1                 | 1                 | 0                 | 0                 | 40       | 1      | 4           | 0          |
| A. Hjelm         | 21            | 4             | 4             | 0             | 0                 | 0                 | 0                 | 0                 | 21       | 4      | 4           | 0          |
| B. Hollerbach    | 33            | 0             | 12            | 1             | 1                 | 0                 | 0                 | 0                 | 34       | 0      | 12          | 1          |
| A. Jeschke       | 10            | 0             | 0             | 0             | 1                 | 0                 | 0                 | 0                 | 11       | 0      | 0           | 0          |
| P. Järvinen      | 21            | 2             | 2             | 0             | 0                 | 0                 | 0                 | 0                 | 21       | 2      | 2           | 0          |
| P. Knäbel        | 44            | 5             | 12            | 1             | 1                 | 0                 | 0                 | 0                 | 45       | 5      | 12          | 1          |
| J. Kocian        | 12            | 1             | 2             | 0             | 0                 | 0                 | 0                 | 0                 | 12       | 1      | 2           | 0          |
| L. Manzi         | 36            | 10            | 5             | 0             | 1                 | 0                 | 0                 | 0                 | 37       | 10     | 5           | 0          |
| R. Nikolic       | 29            | 0             | 3             | 0             | 1                 | 0                 | 1                 | 0                 | 30       | 0      | 4           | 0          |
| B. Olck          | 27            | 0             | 7             | 0             | 1                 | 0                 | 0                 | 0                 | 28       | 0      | 7           | 0          |
| K. Ottens        | 18            | 4             | 2             | 0             | 1                 | 1                 | 0                 | 0                 | 19       | 5      | 2           | 0          |
| J. Philipkowski  | 4             | 0             | 1             | 0             | 0                 | 0                 | 0                 | 0                 | 4        | 0      | 1           | 0          |
| D. Schlindwein   | 20            | 1             | 6             | 0             | 0                 | 0                 | 0                 | 0                 | 20       | 1      | 6           | 0          |
| J. Schwinkendorf | 41            | 2             | 7             | 0             | 1                 | 0                 | 0                 | 0                 | 42       | 2      | 7           | 0          |
| R. Sievers       | 22            | 0             | 4             | 0             | 1                 | 0                 | 1                 | 0                 | 23       | 0      | 5           | 0          |
| K. Surmann       | 28            | 0             | 3             | 0             | 1                 | 0                 | 0                 | 0                 | 29       | 0      | 3           | 0          |
| K. Thomforde     | 46            | 0             | 2             | 0             | 1                 | 0                 | 0                 | 0                 | 47       | 0      | 2           | 0          |
| F. Wolf          | 3             | 0             | 0             | 0             | 0                 | 0                 | 0                 | 0                 | 3        | 0      | 0           | 0          |